# Bauernhof Heidelberger Landstraße 267
Der Bauernhof ist ein Bauwerk in Darmstadt-Eberstadt. Aus architektonischen und stadtgeschichtlichen Gründen ist das Bauwerk ein Kulturdenkmal.

## Geschichte und Beschreibung
Das bäuerliche Anwesen in der Heidelberger Landstraße steht in exponierter Lage, am Rande der Überschwemmungszone an der ehemaligen Rathausbrücke (heute: Modaubrücke).
Die weitestgehend erhaltene Originalbausubstanz zeigt die für das hessische Fachwerkhaus typische Dreizonigkeit.
Das Anwesen bildet ein Ensemble von besonderer architektonischer und städtebaulicher Bedeutung.
Das Bauwerk besitzt
- eine hohe Bruchsteinmauer mit großzügigem Torbau verbindet den giebelständigen Renaissancefachwerkbau, an den sich eine unterkellerte Scheune anschließt, mit der ältesten in Eberstadt bekannten ehemaligen Schmiede aus dem Jahr 1653
- eine Datierung am Innengebälk des Gebäudes verweist auf das Jahr 1591
- über einem massiven Sockelgeschoss zeigt das Obergeschoss in den Brüstungsfeldern als Fachwerkfiguration die runde Scheibe und Raute, die durch ein Andreaskreuz geschnitten sind
- Ausstattungsteile, wie die geputzte Kölner Decke, ein Fenster und die meisten Türen stammen aus einer sehr frühen Bauzeit

Das Anwesen dient heute als Wohnhaus.